# Du schon wieder (Film)
Du schon wieder (Originaltitel: You Again) ist eine US-amerikanische Filmkomödie vom Regisseur Andy Fickman aus dem Jahr 2010, mit Kristen Bell, Sigourney Weaver und Jamie Lee Curtis in den Hauptrollen.

## Handlung
Marni wird als pickelige „Brillenschlange“ vorgestellt, die von der hübschen Cheerleaderin JJ gehänselt und gemobbt wird. Jahre später hat sich Marni zum schönen Schwan gemausert und ist in Los Angeles beruflich als PR-Agentin sehr erfolgreich. Eben ist sie zur Vizepräsidentin der Filiale ihrer Firma in New York befördert worden. Für die Hochzeit ihres älteren Bruders Will fährt sie zuvor zurück in ihre Heimatstadt, wo sie zu ihrem Entsetzen Wills Verlobte kennenlernt. Dabei handelt es sich um ihre Erzfeindin JJ, mit richtigem Namen Joanna. Die ist jetzt Krankenschwester und gibt auch sonst die Gutherzige.
Niemand in der Familie will Marni glauben, dass hinter der netten Joanna immer noch die böse JJ steckt, von der sie damals gequält und gehänselt wurde. Die bis dahin selbstsichere Marni verwandelt sich wieder in das verschüchterte Mädel aus Schultagen, was sich auch in ihrem zunehmend unattraktiven Äußeren widerspiegelt.
Als Joannas Tante Ramona auftaucht, entbrennt auch zwischen Gail, Marnis Mutter, und Ramona ein längst vergessener Konkurrenzkampf aus deren High-School-Zeit. Gail war damals die beliebteste Schülerin, der alles gelang und Ramona immer nur die Zweite hinter Gail. Ramona ist heute eine erfolgreiche Geschäftsfrau und Besitzerin einer Hotelkette. Im Privatleben hatte sie jedoch, im Gegensatz zu Gail, bisher kein Glück.
Auf einer Probe des Hochzeitsdinners am Vorabend der Hochzeit lädt Marni nicht nur Tim, einen verflossenen Liebhaber Joannas, ein, sondern lässt auch ein Video aus ihrer High-School-Zeit vorführen, in dem sich Joanna als die böse JJ der damaligen Zeit darstellt. Da Will von dieser Vergangenheit Joannas bisher nichts wusste, verlässt er die Gesellschaft und beginnt, an der geplanten Hochzeit mit Joanna zu zweifeln.
Sowohl zwischen Gail und Ramona als auch zwischen Marni und Joanna kommt es schließlich zur Versöhnung und Marni muss einsehen, dass Joanna nicht mehr die böse JJ von damals ist und sie Will über alles liebt. Marni überzeugt schließlich auch ihren Bruder davon, dass es keinen Grund gibt, an der geplanten Hochzeit zu zweifeln. Als am Ende Joanna und Will beim Einsturz eines Baumhauses verletzt werden, kommen beide ins Krankenhaus und feiern anschließend ihre Hochzeit.

## Produktion
Die Produktionsfirmen für den Film sind Touchstone Pictures und Oops Doughnuts Productions, wobei die Verleihrechte bei Walt Disney (Touchstone Pictures gehört zur Walt Disney Company) für Kanada, Singapur und den Vereinigten Staaten bleiben. Der Film wurde im Bundesstaat Kalifornien, in den Städten Burbank, Calabasas, Los Angeles, Monrovia und Pasadena gedreht.

## Kinostarts
In Russland und Kasachstan lief der Film bereits am 23. September 2010 an. Am 24. September fand die Premiere in den Vereinigten Staaten und Kanada statt. Der Film hatte am 8. Oktober in Spanien, 15. Oktober in Indien, 20. Oktober in Ägypten, 21. Oktober in Malaysia und Singapur, 28. Oktober in Argentinien und 29. Oktober in Brasilien und Bulgarien Premiere. Im deutschsprachigen Raum startete der Film am 4. November 2010 in den Kinos.

## Sonstiges
- Dwayne Johnson hat einen Cameo-Auftritt als Air Marshal.
- Obwohl Jamie Lee Curtis in Wirklichkeit rund neun Jahre jünger ist als Sigourney Weaver, spielen sie zwei gleichaltrige ehemalige High-School-Freundinnen.
- Im Film wird auf die Serien Golden Girls und Mary Tyler Moore Show angespielt. In Golden Girls verkörperte Betty White die Rolle der Rose Nylund. Als Grandma Bunny (Betty White) auf ihre alte Rivalin Helen Sullivan (gespielt von Cloris Leachman) trifft, erkundigt sich diese abschätzig, ob Bunny sich bei der Wahl ihres Kleides an ebendieser Fernsehserie orientiert hat. Gleichzeitig spielt die Szene, mit sich bekämpfenden Rivalinnen, auf die Konkurrenz der beiden Serien-Charakteren Sue Ann Nivens (gespielt von Betty White) und Phyllis Lindstrom (gespielt von Cloris Leachman) in der Mary Tyler Moore Show an, die die beiden Schauspielerinnen bereits dort 40 Jahre zuvor darstellten.

## Kritiken
„Kurzweilige, generationsumspannende Frauenkomödie, in der Mutter und Tochter mit ihrer jeweils größten Feindin aus Highschool-Tagen konfrontiert werden.“

„Fazit: Ohne Frage kein großer Comedywurf. Für einen netten Frauenabend mit ordentlich Prosecco aber ist dieser harmlose Spaß mit seinen gut aufgelegten Hollywood-Stars genau das Richtige“

„Witzig ist das alles keine Sekunde, unterhaltsam schon gar nicht, stattdessen nur unfassbar träge angesichts einer im Schneckentempo vorankriechenden Handlung…“

„Trotz guter Besetzung und einer ausbaufähigen Story, bleibt »Du schon wieder (You Again)« nur unterer Durchschnitt. Leider ist der Film nicht außergewöhnlich und kann sich in keinster Weise von der breiten Masse abheben.“

„Und wieder eine amerikanische Komödie, die aber auch nicht ein Klischee auslässt. So hat Regisseur Andy Fickman (‚Kifferwahn‘) das Ganze derart vorhersehbar und witzlos in Szene gesetzt, dass das ideenlose Gezicke lediglich einschläfert, aber in keiner Minute unterhält.“

„Lustig geht es bei diesem Klamauk nur selten zu; ganz im Gegenteil herrscht ein immenser Nervfaktor vor. […] Negativ fällt besonders die überaus penetrante Beschallung mit Musik auf, so als würde Fickman ahnen, dass die halbherzigen Gags und abgedroschenen Dialoge nicht für sich alleine stehen können. Das Schönste am kitschigen Versöhnungs-Marathon am Ende, bei dem sich jeder mit jedem verträgt, ist letztlich der Umstand, dass der Abspann in greifbare Nähe rückt.“

„Von misogynen Klischees geprägte Zickenkrieg- und Hochzeitskomödie, die zwar mit einigen schönen Auftritten souveräner Altstars aufwarten kann, insgesamt aber ohne satirischen Biss bleibt.“